# Гройпери
Гройпери — рух та група американських націоналістів, що відомі альтернативними правими, антисемітськими та антиліберальними поглядами. Група сформувалась 2010 року в США, як онлайн об'єднання прихільників ультраправих ідей, але починаючи з 2019 року бере активну участь в офлайн акціях. Відомі жорсткою критикою традиційних консервативних політиків, яких вважають занадто поміркованими. Рух є прикладом зростаючого правого екстремізму, що маскує свої ідеї під «політичним активізмом».
Ключовими членами руху є Нік Фуентес (білий націоналіст та ультраправий політичний стрімер), Патрік Кейсі (лідер Руху американської ідентичності) та Джекоб Ллойд.
Назва «гройпер» походить від мемного персонажа на ім'я Groyper, що є більш виразною та расистською версією жабеняти Пепе.
Переважно діють через соціальні мережі та стрімінгові платформи, використовуючи їх для скоординованих онлайн-кампаній, акцій протесту та залучення фінансування. Відомі, зокрема, тиском на виборчий штаб Дональда Трампа під час виборчої кампанії 2024 року щодо прийняття більш радикальної імігрантської політики, присутністю при штурмі Капітолія, критику Ілона Маска за використання робочих віз.